# Louis I. de Lorraine-Guise

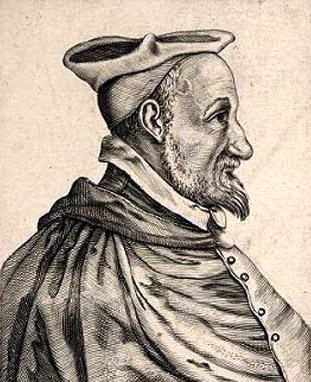
Louis Kardinal de Lorraine (zeitgenössische Darstellung)

Kardinalswappen

Louis I. de Lorraine-Guise (* 21. Oktober 1527 in Joinville; † 29. März 1578 in Paris) war ein Bischof und Kardinal der römisch-katholischen Kirche.

## Leben
Louis war der vierte Sohn von Claude de Lorraine, duc de Guise und Antoinette de Bourbon, und damit der jüngere Bruder des Kardinals Charles de Lorraine-Guise und des Herzogs François de Lorraine, duc de Guise. Das Haus Guise war eine jüngere Linie des Hauses Vaudémont, der seit 1483 regierenden Herzöge von Lothringen. 
Louis wurde am 11. Mai 1545 Bischof von Troyes, am 27. Juni 1550 Bischof von Albi, am 9. Mai 1561 Erzbischof von Sens (trat aber schon ein Jahr später für Kardinal Nicolas de Pellevé zurück) und am 5. Oktober 1568 zum Erzbischof pro hac vice von Metz. Die Bischofsweihe spendete ihm am 1. April 1571 sein Bruder Charles.
Bereits im Konsistorium vom 22. Dezember 1553 wurde er von Papst Julius III. zum Kardinal kreiert. Als Kardinaldiakon erhielt er am 17. Juli 1555 die Titelkirche San Tommaso in Parione. Am 24. März 1568  wurde er zum Kardinalpriester derselben Kirche erhoben.
Er war Teilnehmer zweier Papstwahlen: Beim Konklave Mai 1555, das am 23. Mai 1555 Kardinal Gian Pietro Carafa zum Papst Paul IV. erkor und beim Konklave 1559, in dem am 25. Dezember 1559 Kardinal Giovanni Angelo de Medici zu Papst Pius IV. gewählt wurde. An den Konklaven 1553, 1565/66 und 1572 nahm er nicht teil.
Am 13. Februar 1575 krönte Kardinal Louis de Lorraine Heinrich III. in Reims zum König von Frankreich.